# Assemblea Musicale Teatrale
L'Assemblea musicale teatrale è un gruppo attivo nella seconda metà degli anni settanta. L'Assemblea si è formata con l'intento di creare spettacoli in cui fossero ugualmente presenti la componente teatrale e musicale (da cui il nome).

## Stile
Dal punto di vista musicale hanno uno stile variegato, che ricorda sia il rock italiano degli anni settanta, sia il teatro canzone di Giorgio Gaber. I loro testi sono però sempre molto elaborati, tendenzialmente discorsivi, di chiara ispirazione teatrale.
Le produzioni dell'Assemblea risentono molto delle critiche politiche e sociali che venivano espresse dai movimenti studenteschi negli anni settanta.

## Il gruppo
L'Assemblea si forma a Genova agli inizi del 1975, dall'esperienza del Teatro Quartiere di Oregina, diretta da Sergio Alloisio, papà di Gian Piero, e dal gruppo di rock progressivo La Famiglia degli Ortega (di cui facevano parte Biggi, Canepa e Martini). I primi spettacoli vengono censurati perché criticavano esplicitamente personalità di spicco a Genova. Dopo la pubblicazione del loro primo album, Dietro le sbarre, vengono ascoltati da Francesco Guccini con cui iniziano una stretta collaborazione. Nel 1977 il cantautore emiliano produce il loro album Marilyn nel quale si sente la sua voce pronunciare una frase all'inizio di un brano. In un loro album seguente, Il sogno di Alice, includono un brano scritto da Guccini, Lager. Lo stesso Guccini lo inserirà con piccole modifiche nel suo album seguente, Metropolis, insieme ad un brano scritto da Gian Piero Alloisio per l'Assemblea (anche questo presente in Il sogno di Alice) destinato a diventare famoso: Venezia.
Dopo l'ultimo album del 1979, il gruppo sparirà dalle scene, per riunirsi nel 2002 ad opera di Gian Piero Alloisio. Il nuovo album (La Rivoluzione c'è già stata!) presenta gli stessi temi sociali cari all'Assemblea, ma anche nuove sperimentazioni artistiche e fusioni negli stessi pezzi di stili musicali diversi.

## Formazione
- Alberto Canepa - capocomico, voce e percussioni (1975-1981 e 2002)
- Gian Piero Alloisio - voce (1975-1981 e 2002)
- Lilli Iadeluca - voce (1975-1979)
- Giorgia Marzano - voce (1979-1981 e 2002)
- Gianni Martini - chitarra e voce (1975-1981 e 2002)
- Bruno Biggi - basso (1975-1981 e 2002)
- Ezio Cingano - tastiera (1975-1981 e 2002)
- Gino Ulivi - batteria e percussioni (1975-1979)
- Mauro Arena - batteria e percussioni (1979-1981 e 2002)

## Discografia

### Album
- 1976 - Dietro le sbarre (I Dischi dello Zodiaco, VPA 8325)
- 1977 - Marilyn (L'Alternativa, ALT 001)
- 1979 - Il sogno di Alice (EMI Italiana, 3C 064-18424)
- 2002 - La rivoluzione c'è già stata (Storie di Note)